# Atálá masdžid
Atálá masdžid (urdsky عطاء اللہ مسجد‎, hindsky अटाला मस्जिद) je historická mešita, která se nachází na severním okraji města Džaunpur v indickém státě Uttarpradéš. Jedná se o památkově chráněnou stavbu (zapsanou do seznamu kulturních památek Indie). Spolu s mostem Shahi Bridge a pevností Shah Qila se jedná o hlavní turisticky navštěvovanou lokalitu města.[zdroj?]

## Popis stavby
Stejně jako ostatní mešity v regionu i zde má stavba podobu otevřeného dvora, který obklopují různé prvky. Jeho délka činí 54 metrů. Směrem na západ (k Mekce) je orientována hlavní svatyně s monumentálním pištakem o výšce 23 m. Součástí stavby je celkem pět kopulí; dvě na bočních stranách a tři v průčelí. Hlavní z nich vystupuje do výšky 17 metrů. Mešita nemá minaret.
Vnitřek stavby charakterizují tři velké klenuté prostory, které jsou zvenku zdůrazněny již zmíněnými kupolemi. Doplňuje je několik menších místností s plochými stropy mezi nimi a pilíři, převzatými z hinduistických chrámů. Mezi nimi vyniká jeden se sofistikovaně provedeným mihrabem a kazatelnou (minbar) pro imáma, který káže věřícím.
Z obou stran se nacházejí bohatě zdobené galerie s výškou okolo třiceti metrů. Jejich horní patro je částečně zakryto dekorativními mřížemi (džálí); lze předpokládat, že tyto oblasti byly vyhrazeny pro ženy. Terasy byly také určeny pro návštěvníky a cestovatele.

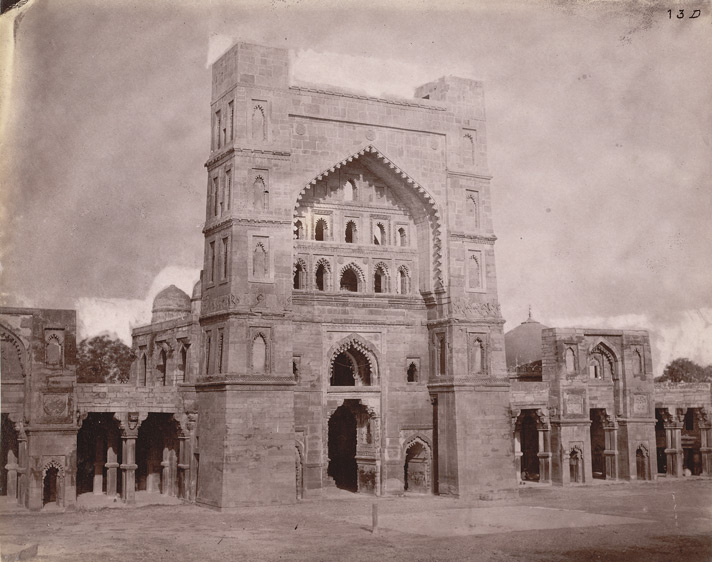
Mešita na historické fotografii
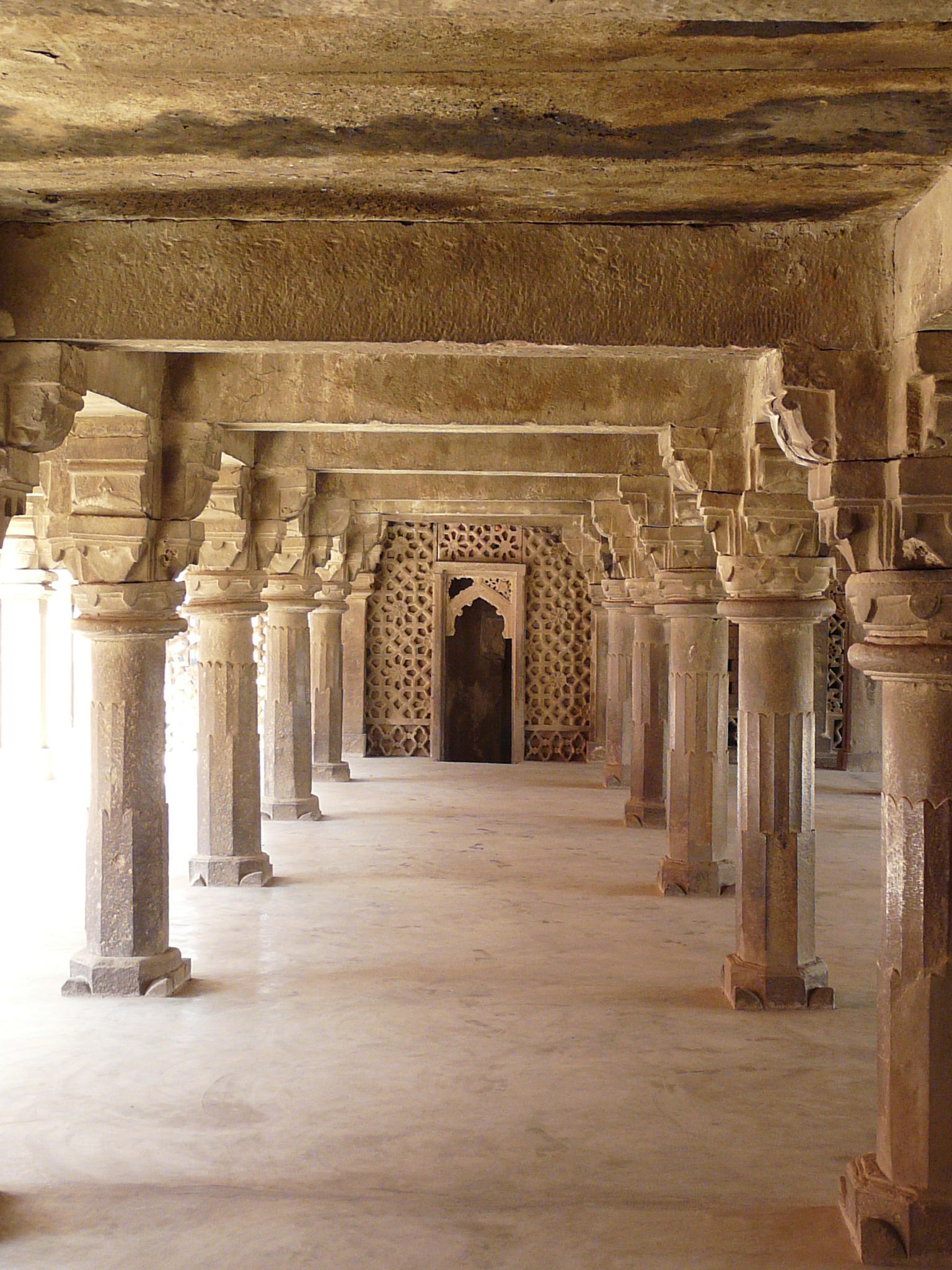
Chodba se sloupy
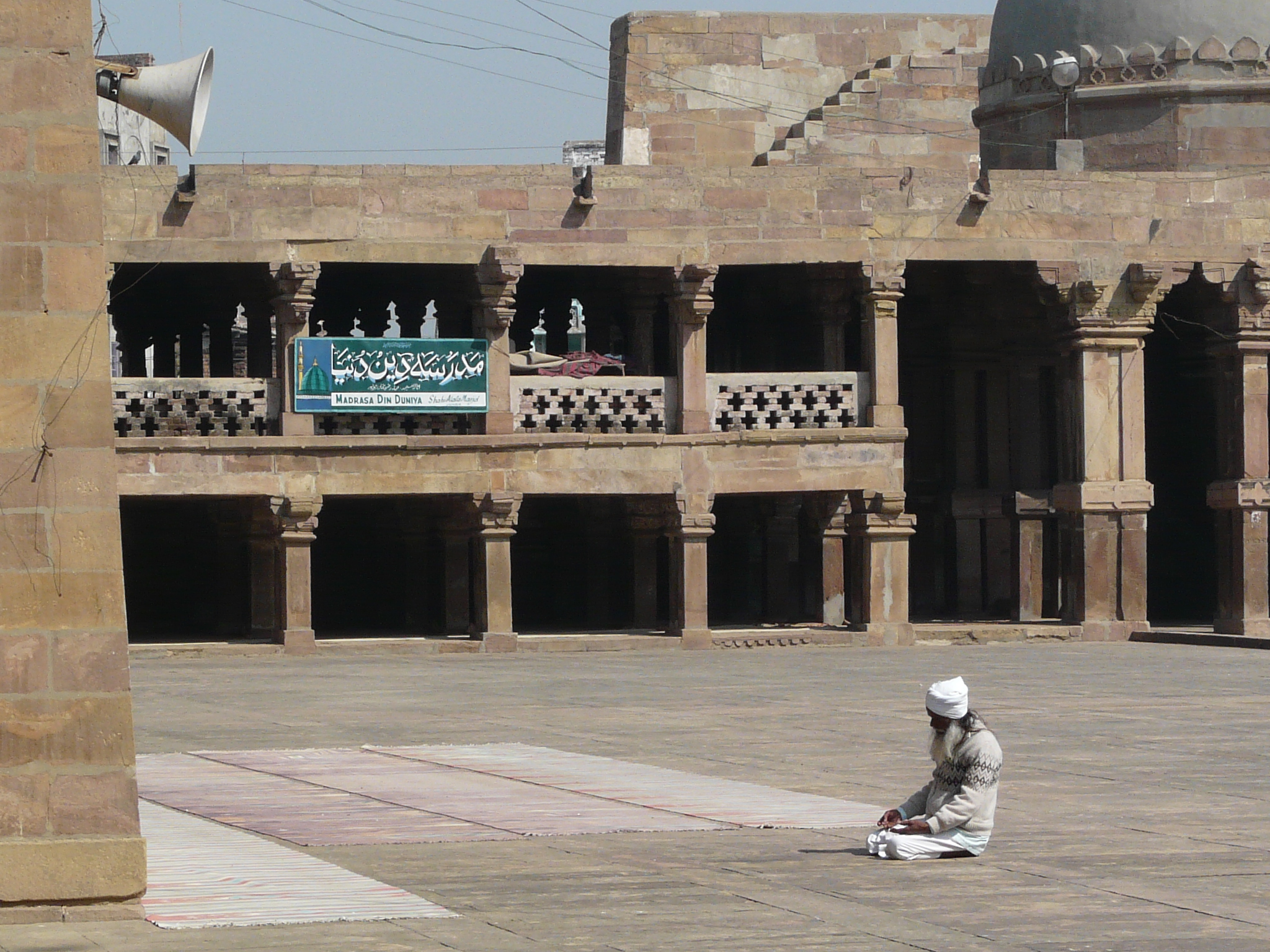
Hlavní nádvoří
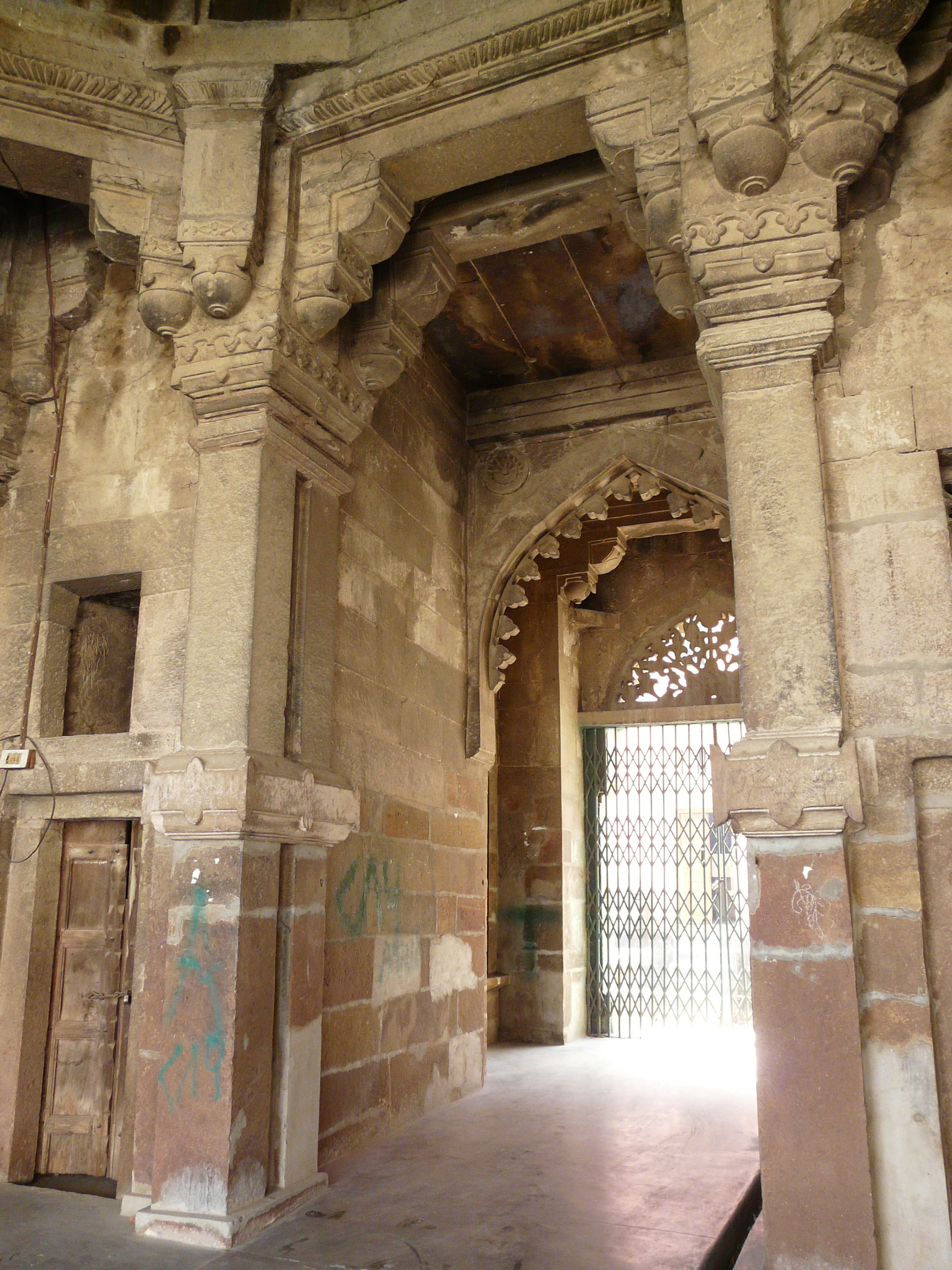
Vstup do budovy
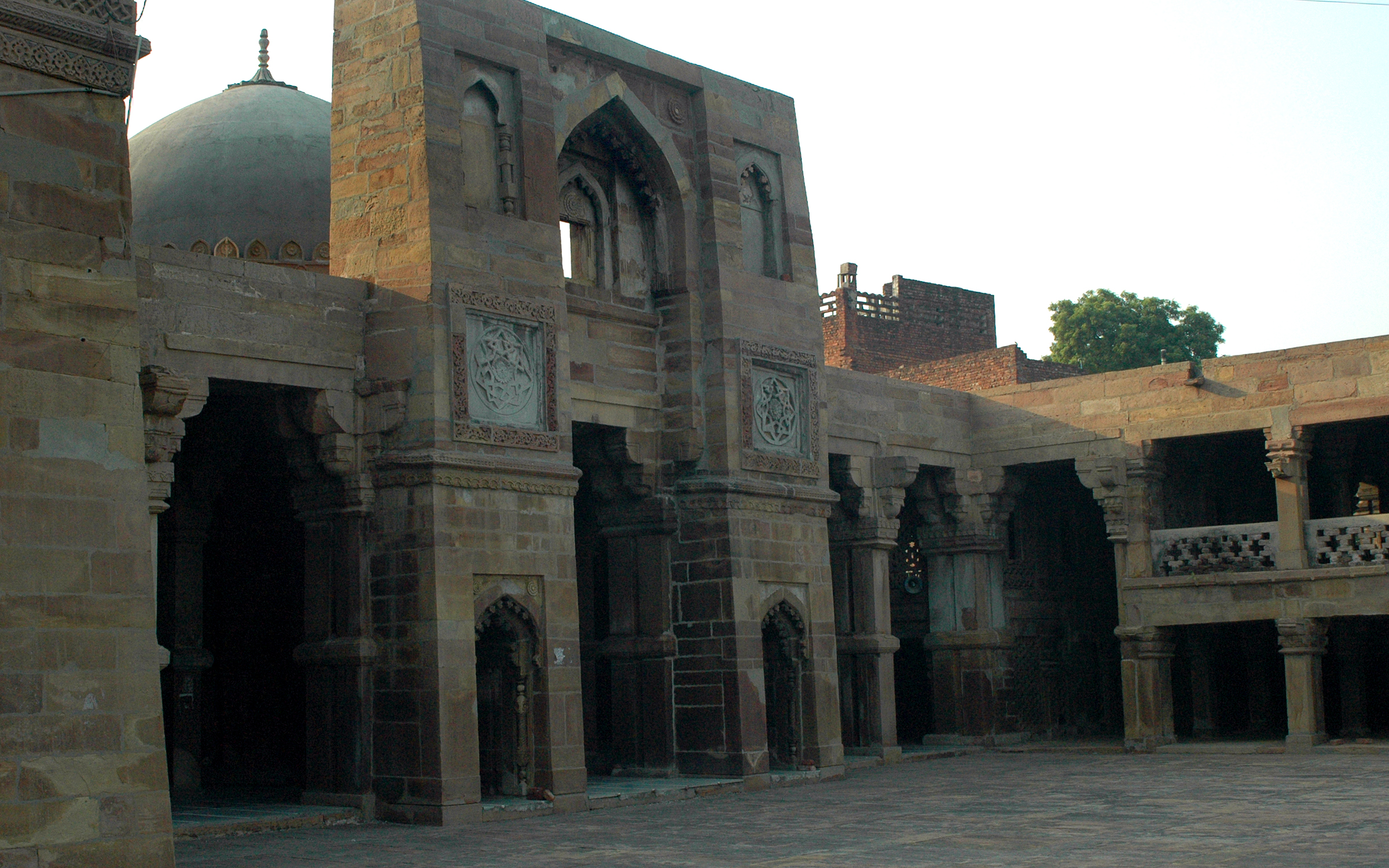
Boční průčelí

## Historie
Stavba vznikla během existence tzv. Džaunpurského sultanátu. Džaunpur byl jeho hlavním městem, proto zde vyvstala potřeba reprezentativní mešity. Pravděpodobně byla inspirována mešitou Begumpur v Dillí.
Výstavbu započal v roce 1377 Feorze Šáh a v roce 1408 ji dokončil Ibrahím Šáh Šarkí. Vznikla na místě původního hinduistického chrámu, který byl zbořen nebo zčásti inkorporován do mešity. Odtud pochází název stavby (dle původního chrámu Atálá Déví). Ve své době mešita představovala unikátní ukázku dobové středověké architektury ovlivněné Íránem, stěny stavby však vycházejí i z indické stavební praxe. Atálá masdžid není jedinou stavbou v regionu, která vznikla tímto způsobem; obdobně byla postavena např. i mešita Kamal Maula masdžid ve městě Dhár. Její výstavba byla po nějakou dobu přerušena, proto dokončení svatostánku trvalo více než třicet let. Po několik desítek let se jednalo o jednu z mála mešit v Džaunpuru, další obdobné stavby byly postaveny až později.
Mešita se stala velmi brzy vzorem pro obdobné muslimské svatostánky v oblasti. Její součástí byla i islámská škola (medresa).
Unikátní stavba z počátku 15. století byla vyobrazena v publikaci Selected Views of India, kterou vydal Wiliam Hodges v závěru 18. století.